# Jana Fett
Jana Fett (født 2. november 1996 i Zagreb, Kroatien) er en professionel tennisspiller fra Kroatien.